# ميشكة (قيلاب)
میشکة (بالفارسية: میشکه) هي قرية تقع في قسم قيلاب الريفي، بمقاطعة أنديمشك التابعة لمحافظة خوزستان، إيران. يقدر عدد سكانها بـ 57 نسمة حسب الإحصاء السكاني الذي تمّ في عام 2006.